# Live in Ottawa
Live in Ottawa uživo je album američkog glazbenika Jimija Hendrixa i njegovog sastava The Jimi Hendrix Experience, postumno objavljen 23. listopada 2001. godine od izdavačke kuće Dagger Records.

## O albumu
Materijal na albumu sadrži Experiencov nastup od 19. ožujka 1968. godine održan u the Capitol Theatru u Ottawi, Kanada. Koncert je održan u sklopu njihove velike svjetska turneje povodom objavljivanja drugog studijskog albuma Axis: Bold as Love. Experienci su 30. siječnja 1968. godine stigli u New York gdje su nakon velike medijske pozornosti započeli svoju svjetsku turneju. Nakon pet tjedana stigli su u Ottawu gdje su održali dva nastupa u jednoj večeri.

## Popis pjesama
Sve pjesme napisao je Jimi Hendrix, osim gdje je to drugačije naznačeno.
| Br. | Skladba                | Autor                      | Trajanje |
| --- | ---------------------- | -------------------------- | -------- |
| 1.  | »Killing Floor«        | Chester Arthur Burnett     | 6:07     |
| 2.  | »Tax Free«             | Bo Hansson, Janne Karlsson | 10:51    |
| 3.  | »Fire«                 |                            | 3:38     |
| 4.  | »Red House«            |                            | 9:20     |
| 5.  | »Foxey Lady«           |                            | 5:32     |
| 6.  | »Hey Joe«              | Billy Roberts              | 6:19     |
| 7.  | »Spanish Castle Magic« |                            | 7:48     |
| 8.  | »Purple Haze«          |                            | 6:51     |
| 9.  | »Wild Thing«           | Chip Taylor                | 2:29     |

## Izvođači
- Jimi Hendrix – električna gitara, vokal
- Mitch Mitchell – bubnjevi
- Noel Redding – bas-gitara, prateći vokal